# Careproctus melanuroides
Careproctus melanuroides är en fiskart som beskrevs av Schmidt, 1950. Careproctus melanuroides ingår i släktet Careproctus och familjen Liparidae. Inga underarter finns listade.